# Lambaréné Athletic Club
Actualités
Le Lambaréné Athletic Club anciennement Association sportive Pélican est un club de football gabonais basé à Lambaréné.

## Histoire
Avant la saison 2022-2023, le club change de nom et se renomme Lambaréné Athletic Club.

## Palmarès
- Coupe du Gabon
  - Finaliste : 2011[2]